# Атекс (кратки филм)
„Атекс” је југословенски кратки филм из 1964. године. Режирао га је Миодраг Паскући који је написао и сценарио.

## Улоге
| Глумац                 | Улога |
| ---------------------- | ----- |
| Миодраг Петровић Чкаља |       |
| Бранка Веселиновић     |       |
| Радмило Ћурчић         |       |